# Dolní Holetín
Dolní Holetín je severní část obce Holetín v okrese Chrudim. Prochází zde silnice II/355. Dolní Holetín je také název katastrálního území o rozloze 4,4 km².

## Historie
První písemná zmínka o vesnici pochází z roku 1374.

## Pamětihodnosti
- Venkovský dům čp. 35

## Galerie

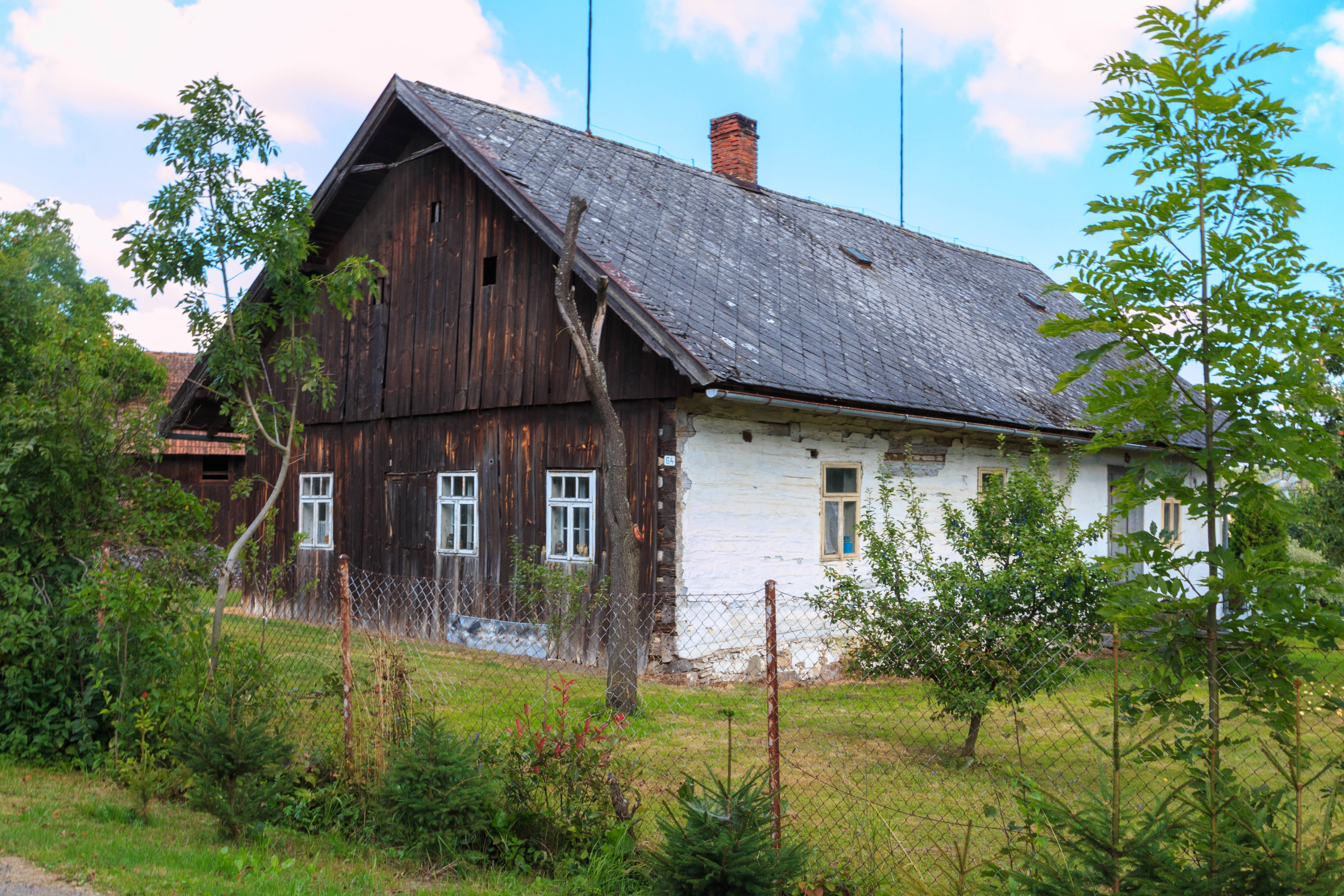
Dům čp. 64
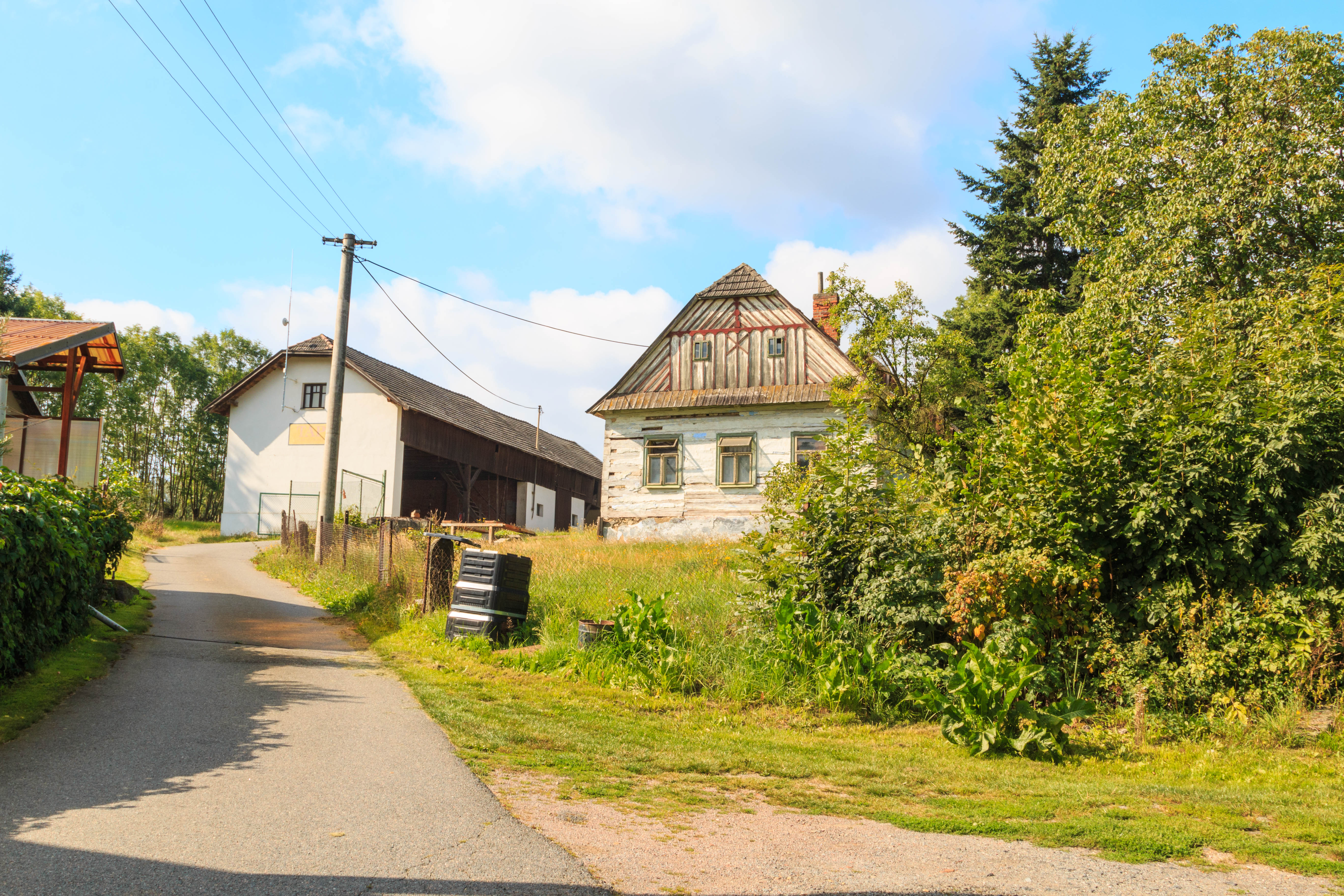
Dům čp. 35
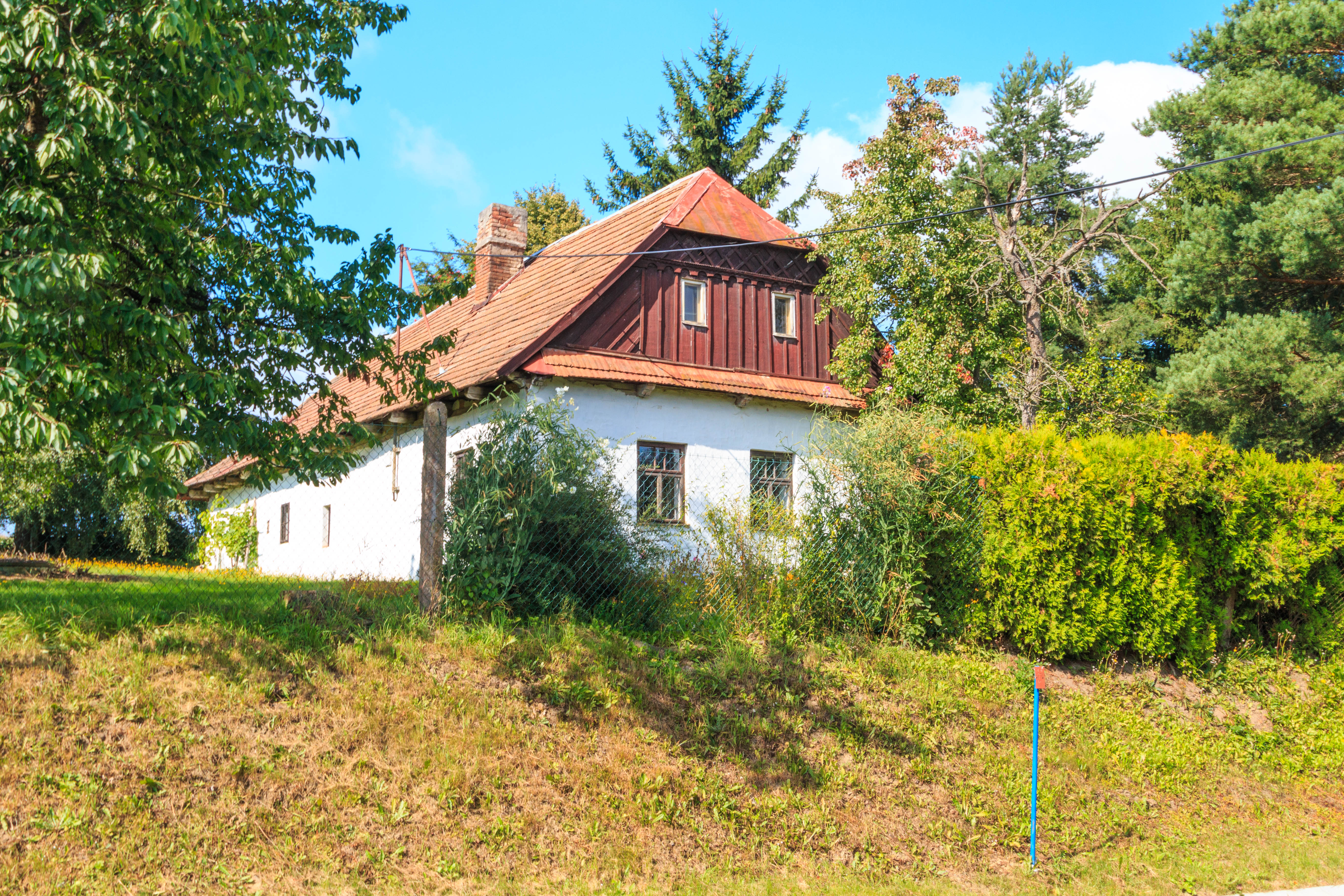
Dům čp. 40
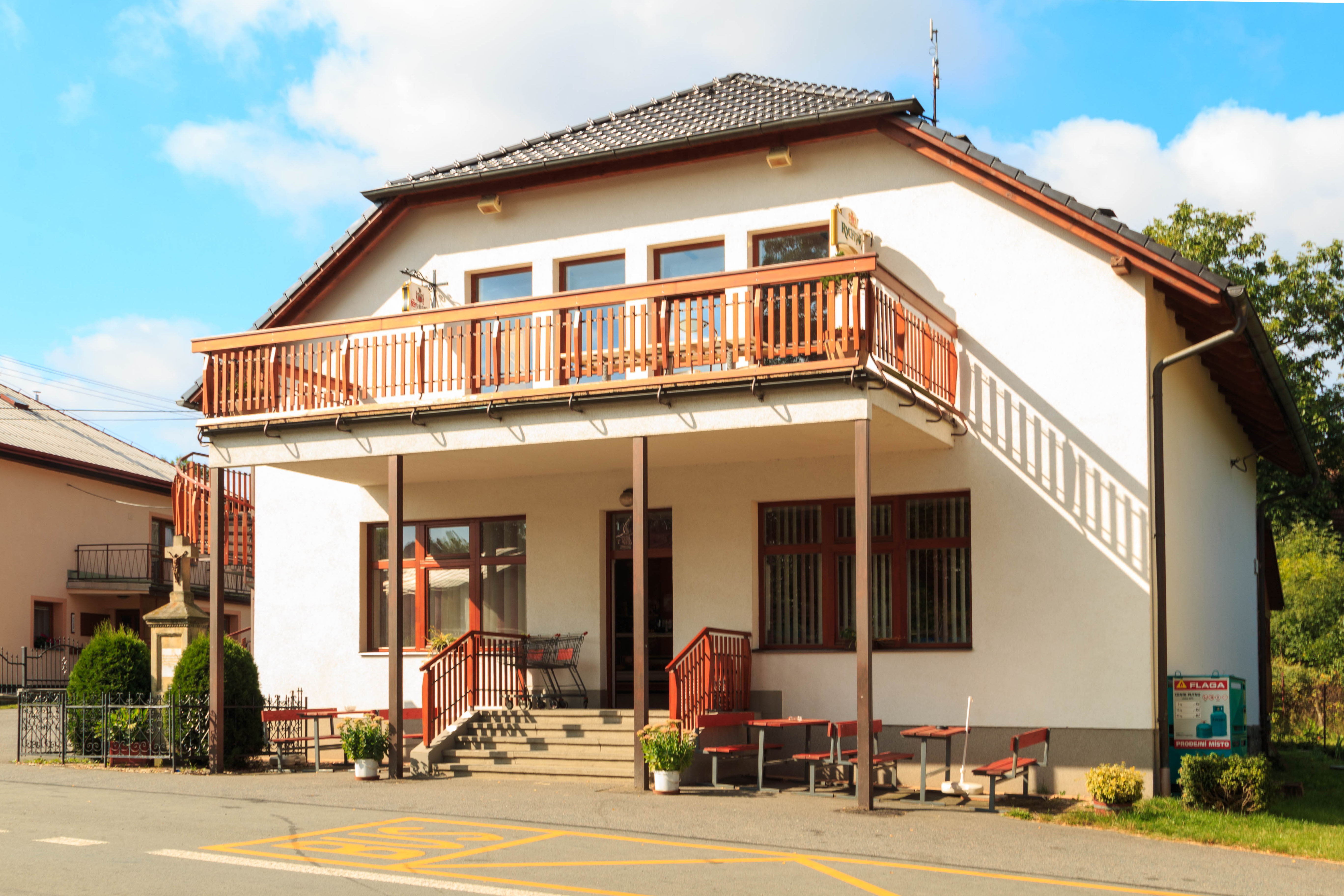
Dům čp. 134